# Ghost in the Shell (videojuego)
Ghost in the Shell  es un videojuego de acción y disparos desarrollado por Exact y Production I.G para la consola Playstation de Sony. Salió al mercado el 17 de julio de 1997 en Japón, el 31 de octubre de ese mismo año en Norteamérica y el 1.º de julio de 1998 en Europa. Fue puesto a la venta junto con dos álbumes musicales, un manual y un libro de ilustraciones .
El juego está basado en la historieta homónima escrita e ilustrada por Masamune Shirow, no en la película de Mamoru Oshi. El guion del juego y su diseño artístico fueron creados por el propio Masamune Shirow. La trama del juego trata sobre una Agencia Especial de Policía que lucha contra un grupo terrorista. El jugador controla un tanque robótico con forma de araña capaz de escalar paredes y techos y desplazarse sobre ellos.
Los críticos elogiaron el juego por sus gráficos, animación, música y su concepto inusual. No obstante, resaltaron como puntos negativos, su tediosa y repetitiva mecánica de juego y su bajo nivel de dificultad. Quince años después de su lanzamiento, La revista Game Informer incluyó a Ghost in the Shell como uuno de los mejores juegos basados en un manga o anime.

## Mecánica de Juego
El jugador controla un tanque con forma de araña, (conocido como Fuchikoma), capaz de saltar, impulsarse hacia adelante, hacia atrás y hacia los lados, escalar paredes y colgarse de cabeza de los techos. La cámara se ajusta automáticamente a la posición del tanque para maniobrar mejor, y cambia automáticamente la vista de primera persona y tercera persona según el entorno, aunque el jugador puede permanecer en la vista de primera persona a voluntad.
El Fuchikoma esta equipado con dos ametralladoras y puede lanzar misiles guiados. Ambas armas tienen munición ilimitada, no obstante, solo 6 misiles pueden ser lanzados luego de un tiempo de carga. A lo largo del juego se pueden encontrar Granadas en el camino. Los enemigos van desde robots humanoides hasta helicópteros que pueden lanzar misiles y explosivos. Algunos niveles del juego están fijados a un límite de tiempo. Diecisiete cortometrajes pueden desbloquearse a lo largo del juego dependiendo de la puntuación alcanzada por el jugador en el modo de entrenamiento. Los cortometrajes ya desbloqueados pueden verse en la opción de menú.
El modo de entrenamiento contiene seis etapas para aprender los elementos básicos del juego. Los primeros cinco niveles introducen al jugador a los objetivos en varias configuraciones y el uso de los controles de manera efectiva, siendo la sexta una batalla contra otro Tanque Araña Fuchikoma. Las doce misiones que componen la trama tienen lugar en diferentes lugares, incluido un complejo de almacenes, una alcantarilla, las carreteras de la ciudad y la base enemiga dentro de un rascacielos. Las misiones muestran una variedad de objetivos de juego: la primera misión es una incursión; el tercer nivel es una misión de eliminación de artefactos explosivos que implica la eliminación de bombas adheridas a barriles rojos; el cuarto nivel es una persecución en el mar en un bote; el quinto nivel es un juego de escondite en el que el jugador tiene que localizar a un jefe con camuflaje termo-óptico; y la lucha final contra el jefe del juego termina con una batalla contrarreloj en caída libre por un rascacielos.

## Desarrollo
La idea del Tanque Fuchikoma viene de la escena final de la película de Mamoru Oshii: la batalla entre Motoko Kusanagi y el gran tanque con forma de araña en el museo de paleontología. los diseñadores Shōji Kawamori y Atsushi Takeuchi  se basaron en el diseño del Tanque Araña e hicieron una versión más pequeña del mismo, para una persona, que sería utilizada por la policía. Así, el jugador se convierte en piloto de una de estas máquinas de combate.

## Observaciones
- Esta obra contiene una traducción  derivada de «Ghost in the Shell (video game)» de Wikipedia en inglés, concretamente de esta versión, publicada por sus editores bajo la Licencia de documentación libre de GNU y la Licencia Creative Commons Atribución-CompartirIgual 4.0 Internacional.